# Нешава (Люблінське воєводство)
Нешава (пол. Nieszawa) — село в Польщі, у гміні Юзефув-над-Віслою Опольського повіту Люблінського воєводства.
Населення — 107 осіб (2011).

## Демографія
Демографічна структура станом на 31 березня 2011 року:
|          | Загалом | Допрацездатний вік | Працездатний вік | Постпрацездатний вік |
| -------- | ------- | ------------------ | ---------------- | -------------------- |
| Чоловіки | 51      | 11                 | 30               | 10                   |
| Жінки    | 56      | 12                 | 24               | 20                   |
| Разом    | 107     | 23                 | 54               | 30                   |